# Hildolf de Cologne
Hildolf (né avant 1061 - mort le 21 juillet 1078) fut archevêque de Cologne de 1076 à 1078.

## Biographie
Ses origines familiales sont incertaines. Comme très peu de sources le citent, on présume qu'il était originaire de la basse vallée du Rhin, car le nécrologe de Xanten le qualifie de « frère ».
Hildolf fut d'abord chanoine de la cathédrale de Goslar, puis chapelain du roi Henri IV ; le souverain fit de lui en 1076 l’archevêque de Cologne. Hildolf ne voulait pas de cette charge, mais obéit au monarque. Les bourgeois de Cologne s’opposèrent à la décision d'Henri IV, et dénoncèrent en l'archevêque Hildolf un petit homme insignifiant, d'extraction obscure et mal en cour. Des émissaires de Cologne virent se plaindre au roi, si bien qu'Henri IV le fit sacrer à Goslar par l’évêque d'Utrecht, en contrepartie de la cession de l'évêché de Paderborn à un parent de ce dernier.
Une fois élu évêque, Hildolf passa le plus clair de son temps à la cour du roi. Mais vers la fin du mois d'octobre 1076, sous la pression des barons de l'empire, il dut quitter la cour comme les autres conseillers roturiers ; et lorsqu'ensuite Henri rappela des conseillers, Hildolf n'était plus de ceux-là.
La nomination de Hildolf sur le trône épiscopal de Cologne continuait d'irriter les bourgeois de la ville, qui deux années auparavant avaient chassé son prédécesseur, Annon II de Cologne. En tant que partisan de Henri IV, Hildolf comptait vraisemblablement au nombre des évêques excommuniés en 1076 par le pape Grégoire VII, ce qui signifie qu'il ne put jamais porter le pallium.
Prélat controversé, Hildof mourut après deux années de règne et fut inhumé dans la cathédrale de Cologne.